# Tomoaki Sato
Pour les articles homonymes, voir Sato.
Tomoaki Sato (佐藤 友昭, Sato Tomoaki), né le 19 octobre 1968 dans la préfecture d'Aichi, est un joueur de baseball japonais.

## Biographie
Tomoaki Sato remporte avec l'équipe du Japon de baseball la médaille d'argent olympique aux Jeux olympiques d'été de 1996 à Atlanta.